# 杨维俊
杨维俊（1962年9月—），男，甘肃静宁人，中华人民共和国政治人物。中央党校大学学历。

## 生平
杨维俊生于甘肃省静宁县仁大乡杨湾村。1979年9月进入平凉农校就读。1996年9月，任共青团陇南地委书记。1997年11月，任成县县长。2001年1月，任成县县委书记。2002年11月，任武山县委书记。2004年11月，任秦安县委书记。2005年6月，任天水市人民政府副市长。2008年11月，任中共天水市委常委、市纪委书记。2011年10月，任中共天水市委副书记，并当选市政协主席。2013年10月，任天水市代市长，并于同年12月转正。2017年5月，任中共张掖市委书记。2018年2月24日，当选为第十三届全国人大代表。2021年7月27日，不再担任中共张掖市委书记，7月29日，甘肃省十三届人大常委会第二十五次会议任命杨维俊为甘肃省人大法制委员会副主任委员。